# 张恩迪
张恩迪（1960年12月—），上海人，汉族，中华人民共和国政治人物、第十四届全国政协委员。现任第十四屆全國政協副秘書長，中国致公党中央副主席，曾任政协上海市委员会副主席。

## 生平
1960年12月出生于上海。1983年、1986年先后获得华东师范大学生物学学士和生态学硕士学位，1996年8月获剑桥大学生态学博士学位。曾任华东师范大学生命科学学院副院长，致公党浦东新区区委主委，上海市浦东新区副区长。2018年1月，当选第十三届全国政协委员，同月当选中国人民政治协商会议上海市委员会副主席。2024年1月卸任上海政協副主席一職。